# Antrodiaetus hageni
Antrodiaetus hageni är en spindelart som först beskrevs av Chamberlin 1917.  Antrodiaetus hageni ingår i släktet Antrodiaetus och familjen Antrodiaetidae. Inga underarter finns listade i Catalogue of Life.